# Jas
Jas je jedna z fotometrických veličin, definovaná jako měrná veličina svítivosti. Označuje se L a udává se v cd/m2 (kandelách na m²).
{\displaystyle L={\frac {\mathrm {d} I}{\mathrm {d} S\cdot \cos \alpha }}}
Jednotkami, které se pro měření jasu užívaly či užívají, jsou:
- stilb (sb) – kandela na centimetr čtvereční (CGS)
- nit (nt) – kandela na metr čtvereční (nit není SI jednotkou)
- apostilb, blondel
- lambert
- foot lambert
- kandela na čtvereční stopu
- kandela na čtvereční palec